# آنه مته هانسن
آنه مته هانسن (دانمارکی: Anne Mette Hansen؛ زادهٔ ۲۵ اوت ۱۹۹۴) بازیکن هندبال اهل دانمارک است.